# Cheikh N’Doye
Cheikh N’Doye (ur. 29 marca 1986 w Rufisque) – senegalski piłkarz grający na pozycji środkowego pomocnika. Od 2018 jest zawodnikiem klubu Angers SCO, do którego jest wypożyczony z Birmingham City.

## Kariera piłkarska
Swoją karierę piłkarską N’Doye rozpoczął w klubie ASC Yakaar. W 2007 roku zadebiutował w jego barwach w senegalskiej pierwszej lidze. W ASC Yakaar grał przez trzy lata.
W 2009 roku N’Doye przeszedł do francuskiego czwartoligowego klubu SAS Épinal. W sezonie 2010/2011 awansował z nim do trzeciej ligi. W 2012 roku odszedł do US Créteil-Lusitanos. Zadebiutował w nim 3 sierpnia 2012 w wygranym 2:0 domowym meczu z CA Bastia. W sezonie 2012/2013 awansował z Créteil z Championnat National do Ligue 2.
Latem 2015 roku N’Doye został zawodnikiem Angers SCO. Swój debiut w nim zaliczył 8 sierpnia 2015 w wygranym 2:0 wyjazdowym meczu z Montpellier HSC.
| Sezon   | Klub                 | Kraj    | Rozgrywki            | Mecze | Gole |
| ------- | -------------------- | ------- | -------------------- | ----- | ---- |
| 2007    | ASC Yakaar           | Senegal | Championnat National | ?     | ?    |
| 2008    | ASC Yakaar           | Senegal | II liga              | ?     | ?    |
| 2009    | ASC Yakaar           | Senegal | Championnat National | ?     | ?    |
| 2009/10 | SAS Épinal           | Francja | CFA                  | 7     | 2    |
| 2010/11 | SAS Épinal           | Francja | CFA                  | 30    | 11   |
| 2011/12 | SAS Épinal           | Francja | Championnat National | 35    | 4    |
| 2012/13 | US Créteil-Lusitanos | Francja | Championnat National | 34    | 11   |
| 2013/14 | US Créteil-Lusitanos | Francja | Ligue 2              | 36    | 10   |
| 2014/15 | US Créteil-Lusitanos | Francja | Ligue 2              | 37    | 11   |
| 2015/16 | Angers SCO           | Francja | Ligue 1              | 32    | 9    |
| 2016/17 | Angers SCO           | Francja | Ligue 1              | 33    | 5    |
| 2017/18 | Birmingham City      | Anglia  | Championship         | 37    | 0    |
| 2017/18 | Birmingham City      | Anglia  | Championship         | 2     | 0    |
| 2017/18 | Angers SCO           | Francja | Ligue 1              |       |      |

## Kariera reprezentacyjna
W reprezentacji Senegalu N’Doye zadebiutował 31 maja 2014 roku w zremisowanym 2:2 towarzyskim meczu z Kolumbią. W debiucie zdobył gola.